# Kendra Todd

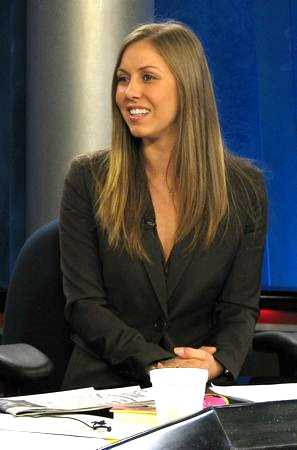
Kendra Todd

Kendra Todd (* 6. April 1978) war 2004 die Gewinnerin der dritten Staffel der US-amerikanischen Reality Show The Apprentice von Donald Trump. Sie war die erste weibliche Gewinnerin der Serie.

## Leben
Kendra Todd wuchs in Virginia Beach im US-Bundesstaat Virginia auf. Vor ihrem Gewinn in der Serie The Apprentice studierte sie Sprachwissenschaften und machte ihren Bachelor an der University of Florida. Danach arbeitete sie als Immobilienmaklerin in Boynton Beach (Florida).
Nach ihrem Erfolg in der Reality Show arbeitete Todd zunächst für Donald Trump und moderierte später die Fernsehreihe: My house is worth what? Des Weiteren veröffentlichte sie ein Sachbuch mit dem Titel Risk and Grow Rich.